# Desa Sindang (administrativ by i Indonesien, Jawa Tengah, lat -6,96, long 109,10)
Desa Sindang är en administrativ by i Indonesien.   Den ligger i provinsen Jawa Tengah, i den västra delen av landet, 260 km öster om huvudstaden Jakarta.